# Мілдред Девіс
Мілдред Гілларі Девіс (англ. Mildred Hillary Davis, 22 лютого 1901, Філадельфія — 18 серпня 1969, Санта-Моніка) — американська акторка епохи німого кіно.

## Життєпис
Мілдред Девіс народилася і виросла у Філадельфії, освіту здобула в «Релігійній Спілці Друзів». Брат Мілдред, Джек Девіс (5 квітня 1914 — 3 листопада 1992) знімався в кіно в дитинстві, пізніше став лікарем в Беверлі-Хіллз. Після закінчення школи вона вирушила в Лос-Анджелес в надії отримати роль в кіно. Після появи в кількох невеликих ролях Девіс привернула увагу продюсера і режисера Хела Роача, який вказав їй коміка Гарольда Ллойда. У 1919 році Ллойд шукав заміну Бібі Данієлс на головну провідну роль у фільм «З рук до рота». У підсумку вони разом знялися у 16 фільмах.
10 лютого 1923 року Мілдред Девіс і Гарольд Ллойд одружилися. Після весілля Гарольд заявив, що Девіс більше не зніматиметься. Але після вмовлянь Девіс повернулася в кінематограф, щоб знятися у фільмі, продюсером якого був її чоловік.
У шлюбі народила троє дітей: Глорія Ллойд (1924—2012) акторка і модель. Гарольд Клейтон Ллойд-молодший (25 січня 1931 — 9 червня 1971) американський співак і актор. Марджорі Елізабет Ллойд — (1925—1986) була удочерена Мілдред і Гарольдом у віці 5 років. Подружжя було дуже близьким протягом спільного життя. Мілдред підтримувала міцну дружбу з Меріон Дейвіс і Коллін Мур.
Мілдред Девіс померла 18 серпня 1969 від інфаркту міокарда після кількох інсультів.

## Вибрана фільмографія
- 1919 — З рук до рота / From Hand to Mouth — дівчина
- 1920 — Поява привидів / Haunted Spooks — дівчина
- 1920 — На дикому заході / An Eastern Westerner — дівчина
- 1920 — Запаморочення / High and Dizzy — дівчина
- 1920 — Вийдіть і доберіться / Get Out and Get Under — дівчина
- 1920 — Номер, будь ласка / Number, Please? — дівчина
- 1921 — Природжений моряк / A Sailor-Made Man — дівчина
- 1921 — Вищий світ / Among Those Present — дівчина
- 1921 — Зараз або ніколи / Now or Never — дівчина
- 1922 — Бабусин внучок / Grandma's Boy —  його дівчина
- 1923 — Безпека в останню чергу! / Safety Last! — дівчина

## Поссилання
- Мілдред Девіс